# سوزان جيمس (فيلسوفة)
سوزان جيمس (بالإنجليزية: Susan James)‏ هي فيلسوفة بريطانية، ولدت في 1951.